# Tân Tiến (Bắc Giang)
Tân Tiến is een xã in stad Bắc Giang, de hoofdstad van de Vietnamese provincie Bắc Giang. De provincie Bắc Giang ligt in het noordoosten van Vietnam, wat ook wel Vùng Đông Bắc wordt genoemd.